# 唐达成
唐达成（1928年—1999年），笔名唐挚，男，湖南长沙人，中国文艺理论家，曾任中国作家协会书记处书记，第七届全国人大代表。